# Hermann Schnaufer
Hermann Schnaufer (* 25. Dezember 1884; † 23. September 1956) war ein deutscher Unternehmer, Direktor der Wolldeckenfabrik Weil der Stadt AG und Vizepräsident der Industrie- und Handelskammer Ludwigsburg.

## Auszeichnungen
- Ende 1951: Verdienstkreuz am Bande der Bundesrepublik Deutschland
- Straßenbenennung nach Schnaufer in Weil der Stadt